# Eric Smith (calciatore 1934)
John Eric Smith (Glasgow, 29 luglio 1934 – Dubai, 12 giugno 1991) è stato un allenatore di calcio e calciatore scozzese, di ruolo centrocampista.

## Carriera

### Giocatore

#### Club
Dopo aver giocato a livello giovanile nel Benburb, tra il 1954 ed il 1960 ha giocato nella prima divisione scozzese con il Celtic, con cui ha messo a segno 12 reti in 95 partite di campionato giocate, vincendo anche due edizioni consecutive della Coppa di Lega scozzese, tra il 1956 ed il 1958. Tra il 1960 ed il 1963 ha messo a segno 3 reti in 65 presenze nella seconda divisione inglese con il Leeds Utd; è poi tornato a chiudere la carriera in Scozia, con il Greenock Morton.

#### Nazionale
Nel 1959 ha giocato 2 partite con la nazionale scozzese.

### Allenatore
Dal 1966 al 1972 è rimasto al Greenock Morton, come vice allenatore; nella parte finale della stagione 1971-1972 per un breve periodo è anche stato promosso ad allenatore del club.
Dal 1972 al 1978 ha allenato l'Hamilton Academical, nella seconda divisione scozzese; nel 1978 ha inoltre allenato gli emiratini dello Sharjah.
Dal 1986 al 1989 ha allenato il Pezoporikos Larnaca, con cui nella stagione 1987-1988 ha anche vinto il campionato cipriota.

## Palmarès

### Giocatore

#### Competizioni nazionali
- Coppa di Lega scozzese: 2

Celtic: 1956-1957, 1957-1958

#### Competizioni regionali
- Glasgow Charity Cup: 1

Celtic: 1958-1959
- Renfrewshire Cup: 1

Greenock Morton: 1965–1966

### Allenatore

#### Competizioni nazionali
- Campionato cipriota: 1

Pezoporikos Larnaca: 1987-1988